# VK České Budějovice
VK Jihostroj Czeskie Budziejowice – czeski męski klub siatkarski (jednosekcyjny) z siedzibą w Czeskich Budziejowicach, utworzony w roku 1994 na bazie sekcji piłki siatkowej TJ Škoda Czeskie Budziejowice. Do założenia klubu doszło po zainwestowaniu w siatkówkę spółki akcyjnej Jihostroj a.s. z Velešína - producenta hydrauliki siłowej dla pojazdów i lotnictwa - która do tej pory jest głównym i tytularnym sponsorem. 

## Sukcesy
Puchar Czechosłowacji:
- 1983, 1985

Mistrzostwo Czech:
- 2000, 2002, 2007, 2008, 2009, 2011, 2012, 2014, 2017, 2019, 2024[2]
- 1997, 1999, 2001, 2013, 2015, 2021, 2023[3]
- 1998, 2003, 2005, 2010, 2016, 2022[4], 2025[5]

Puchar Czech:
- 1999, 2000, 2002, 2003, 2011, 2019, 2020, 2022[6]

Międzynarodowy Turniej Siatkarski Beskidy:
- 2004, 2006, 2007, 2008
- 2005, 2009

## Europejskie puchary[7]
| Sezon     | Europejskie puchary              | Osiągnięcie             |
| --------- | -------------------------------- | ----------------------- |
| 1972/1973 | Puchar Europy Zdobywców Pucharów | Faza grupowa            |
| 1981/1982 | Puchar Europy Zdobywców Pucharów | Ćwierćfinał             |
| 1996/1997 | Puchar CEV                       | 1/8 finału              |
| 1997/1998 | Puchar CEV                       | 4. miejsce              |
| 1998/1999 | Puchar Europy Zdobywców Pucharów | Faza grupowa            |
| 1999/2000 | Puchar Europy Zdobywców Pucharów | Faza grupowa            |
| 2000/2001 | Liga Mistrzów                    | Faza grupowa            |
| 2001/2002 | Puchar Top Teams                 | Faza grupowa            |
| 2002/2003 | Puchar Top Teams                 | II runda kwalifikacyjna |
| 2002/2003 | Puchar CEV                       | 1/8 finału              |
| 2003/2004 | Puchar Top Teams                 | 1/8 finału              |
| 2005/2006 | Puchar CEV                       | Faza główna             |
| 2006/2007 | Puchar CEV                       | Faza główna             |
| 2007/2008 | Liga Mistrzów                    | Faza grupowa            |
| 2008/2009 | Liga Mistrzów                    | Faza grupowa            |
| 2009/2010 | Liga Mistrzów                    | Faza grupowa            |

## Polacy w klubie
| Lata gry  | Imię i nazwisko |
| --------- | --------------- |
| 2017-2018 | Paweł Halaba    |

## Kadra

### Sezon 2023/2024[8]
- Pierwszy trener:  Andrzej Kowal

| Nr | Imię i nazwisko                   | Data ur. | Wzrost | Pozycja      |
| -- | --------------------------------- | -------- | ------ | ------------ |
| 1  | Stijn Van Schie                   | 1995     | 204    | atakujący    |
| 2  | Ondřej Zelenka                    | 2003     | 198    | przyjmujący  |
| 3  | Ondřej Velát                      | 2001     | 195    | środkowy     |
| 4  | Matěj Emmer                       | 2000     | 193    | rozgrywający |
| 5  | Ignacio Luengas                   | 1996     | 205    | przyjmujący  |
| 7  | Petr Michálek                     | 1989     | 190    | libero       |
| 8  | Eduardo Carísio                   | 1996     | 190    | rozgrywający |
| 9  | Alejandro González Rodríguez      | 2003     | 208    | atakujący    |
| 10 | Kałojan Bałabanow                 | 1998     | 193    | przyjmujący  |
| 13 | Peter Ondrovič                    | 1995     | 200    | środkowy     |
| 15 | Tomáš Brichta                     | 2006     | 204    | atakujący    |
| 16 | Sam Taylor-Parks                  | 1997     | 205    | środkowy     |
| 19 | Michael Kovařík                   | 1996     | 190    | libero       |
| 20 | Aleksandar Okolić (od 25.01.2024) | 1993     | 205    | środkowy     |
| 21 | Josef Leština                     | 2004     | 205    | przyjmujący  |
| 22 | Oliver Sedláček                   | 1998     | 201    | środkowy     |